# Nyrup Hegn
Nyrup Hegn är en skog i Danmark. Den ligger i Region Hovedstaden, i den östra delen av landet. Nyrup Hegn ligger på ön Sjælland. På södra sidan ligger en större väg och på andra sidor jordbruksmark.